# Perrine Laffont
Pour les articles homonymes, voir Laffont.
Perrine Laffont, née le 28 octobre 1998 à Lavelanet (Ariège), est une championne de ski acrobatique française, spécialisée dans l'épreuve des bosses,, championne olympique 2018, six fois championne du monde et détentrice de neuf globes de cristal pour ses victoires dans les classements de la Coupe du monde : elle est la skieuse la plus titrée dans l'histoire de sa discipline.
Elle dispute ses premiers Jeux olympiques à l'âge de 15 ans, en 2014 à Sotchi, et remporte ses premières épreuves de Coupe du monde lors de la saison 2015-2016. Après deux médailles mondiales lors de l'édition 2017 de Sierra Nevada, dont un titre, elle est la première française à gagner la médaille d'or olympique de l'épreuve des bosses aux Jeux olympiques de 2018 à Pyeongchang. Lors de cette même année, elle remporte le classement de la Coupe du monde dans sa spécialité des bosses. Elle conserve son titre mondial en finale des bosses parallèles lors des Mondiaux 2019 à Park City (Utah) puis remporte son deuxième globe de cristal consécutif dans sa discipline ainsi que le gros globe du classement général du ski acrobatique lors de la  Coupe du monde 2018-2019 . Elle domine entièrement la saison suivante et s'adjuge son troisième globe de cristal d'affilée dans la discipline avant de gagner le classement général du ski acrobatique pour la deuxième saison consécutive.
Lors de la saison 2020-2021, Perrine Laffont s'adjuge un quatrième globe de cristal des bosses avec cinq victoires consécutives, avant de gagner le seul titre qui manquait encore à son palmarès : celui de championne du monde du simple, qu'elle remporte le 8 mars à Almaty. Elle ne connaît pas la réussite aux Jeux de Pékin 2022 où elle se classe quatrième, mais elle remporte tout de même le petit globe de cristal des bosses en individuel à la fin de la saison 2021-2022. Les 25 et 26 février 2023 à Bakuriani, Perrine Laffont remporte ses quatrième et cinquième titres mondiaux : le deuxième consécutif en bosses simples, avant de réaliser le doublé 24 heures plus tard en s'imposant en finale des bosses parallèles. En fin de saison, elle s'adjuge le globe de cristal des bosses pour la cinquième fois, la première en version gros globe. Après une année sans compétition, elle effectue son retour sur épreuves de coupe du monde fin 2024.
En Coupe du monde, elle possède un palmarès de 33 victoires et 63 podiums.

## Biographie
Originaire du pays d'Olmes en Ariège, c'est dans la proche station des Monts d'Olmes, située dans le massif de Tabe près de Lavelanet, sa ville natale, qu'elle est initiée dès le plus jeune âge au ski par ses parents. Elle intègre par la suite le collège Mario Beulaygue à Ax-les-Thermes en section ski-études,,. Elle poursuit au lycée climatique et sportif Pierre de Coubertin de Font-Romeu. Restant dans les Pyrénées jusqu'à ses 16 ans, elle déménage à Annecy pour ses études, et intègre l'Université Savoie-Mont-Blanc.
Seulement âgée de quinze ans, elle est sélectionnée pour la finale de l'épreuve des bosses lors des Jeux olympiques d'hiver de 2014, terminant cinquième des qualifications, puis finalement quatorzième de sa première finale olympique. La saison suivante, elle participe pour la première fois aux championnats du monde, terminant 13e aux bosses et 6e aux bosses parallèles lors de l'édition de Kreischberg.

### 2015-2016: premières victoires en Coupe du monde
En février 2016, elle remporte sa première victoire en Coupe du monde, ce qui constitue également son premier podium, lors de l'épreuve de bosses de Tazawako. Elle remporte une deuxième victoire en s'imposant lors des finales de la Coupe du monde lors du parallèle, ce qui lui permet de terminer troisième du classement de la Coupe du monde 2015-2016, derrière les deux sœurs québécoises Chloé et Justine Dufour-Lapointe.

### 2016-2017: premier titre mondial en bosses parallèles
Elle commence sa saison suivante par une deuxième place à Ruka lors de la première course de la coupe du monde. Lors de la course suivante à Lake Placid, elle termine de nouveau deuxième, devancée comme à Ruka par l'Australienne Britteny Cox. Elle doit ensuite attendre l'étape de Tazawako pour renouer avec le podium, deuxième derrière Britteny Cox. Lors des finales à Thaiwoo, elle s'impose sur les bosses devant Justine Dufour-Lapointe et Britteny Cox, finissant deuxième de la coupe du monde, derrière Britteny Cox.
Elle se présente aux mondiaux 2017 de Sierra Nevada en Andalousie avec de belles ambitions de médailles qu'elle confirme en signant la 2e place sur l'épreuve individuelle de bosses. Le lendemain, elle remporte le premier titre majeur de sa carrière à seulement 18 ans en prenant le dessus sur Yuliya Galysheva (Kazakhstan) en finale des bosses parallèles,. Elle devient par ailleurs la première championne du monde française de cette spécialité.

### 2017-2018: championne olympique et premier globe de cristal en bosses
Lors des Jeux olympiques d'hiver de 2018 à Pyeongchang, elle est sacrée championne olympique en ski acrobatique dans l'épreuve des bosses en battant de neuf centièmes de points la Canadienne Justine Dufour-Lapointe qui était la tenante du titre.
En terminant deuxième de la dernière épreuve de la saison, en parallèle, derrière l'Américaine Jaelin Kauf, elle remporte le classement de la coupe du monde de la spécialité.

### 2018-2019: deuxième titre mondial en bosses parallèles et premier globe de cristal en ski acrobatique
Elle est en tête du classement bosses de la Coupe du monde 2018-2019 avec six podiums en six courses, dont deux victoires, quand elle décroche la médaille de bronze des bosses aux championnats du monde disputés en février dans l'Utah. Quelques jours plus tard, le 9 février à Park City, Perrine Laffont est sacrée championne du monde des bosses parallèles. Elle conserve son titre en battant Jaelin Kauf en finale pour son quatrième podium et sa deuxième médaille d'or aux Mondiaux de ski acrobatique.
Après être montée sur neuf podiums en neuf courses de la Coupe du monde 2018-2019, dont quatre victoires, Perrine Laffont s'adjuge le 2 mars à Shymbulak (Kazakhstan) son deuxième globe de cristal consécutif des bosses en terminant à la 2e place de l'épreuve gagnée par Yulia Galysheva. Elle gagne également pour la première fois le classement général de la Coupe du monde de ski freestyle devant la spécialiste du saut Xu Mengtao et la coureuse de ski-cross Fanny Smith. En mai 2019, elle intègre l'équipe de France militaire de ski au sein du Bataillon de Joinville.

### 2019-2020: 8 victoires en 10 courses et deuxième gros globe de cristal en ski acrobatique
Début décembre 2019, Perrine Laffont annonce que la saison de Coupe du monde 2019-2020 sera une année de transition avant les championnats du monde 2021 et les Jeux Olympiques 2022 de Pékin. Pourtant, elle s'impose dès la première épreuve de bosses de la saison à Ruka en Finlande le 7 décembre, signant sa sixième victoire et son onzième podium en Coupe du monde depuis son titre olympique à Pyeongchang en 2018,. Elle enchaîne avec une deuxième victoire le 14 décembre à Thaiwoo en Chine, lieu choisi pour les épreuves de ski acrobatiques des Jeux de 2022, puis reste invaincue en s'imposant le lendemain sur la même piste en finale de l'épreuve des bosses parallèles. Elle enchaîne début 2020 sur des victoires au Mont-Tremblant, à Calgary (Canada) et à Deer Valley, restant donc invaincue en 2019-2020 avec six succès consécutifs,. Sa série victorieuse s'arrête lors de l'épreuve des bosses parallèles à Deer Valley avec une septième place, la Française terminant hors du top 5 pour la première fois depuis le 20 janvier 2018. Après ce petit "accroc", elle se rattrape en gagnant l'épreuve de bosses dans la station japonaise de Tazawako le 22 février, avant de terminer à la troisième place à Shymbulak au Kazakhstan la semaine suivante, ce qui lui permet de remporter le petit globe de cristal en bosses, son troisième consécutif, à 21 ans seulement. À Krasnoïarsk en Russie le 7 mars, sur une piste qu'elle découvrait pour la première fois, elle bat en finale des bosses parallèles l'Australienne Jakara Anthony, sa dauphine au général, pour décrocher sa huitième victoire de la saison. À la suite de l'annulation des deux dernières étapes de Coupe du monde à Idre Fjäll (Suède) pour cause de pandémie de coronavirus, elle remporte officiellement le 12 mars le gros globe de cristal en ski acrobatique, son deuxième d'affilée.

### 2020-2021: quatrième globe de cristal en bosses et premier titre mondial en simple
Perrine Laffont commence sa saison 2020-2021 comme elle avait terminé la précédente, par une victoire à Ruka en Finlande le 5 décembre, en devançant en super finale ses principales concurrentes de plus de trois points. Sa belle série se poursuit les 12 et 13 décembre à Idre Fjäll, où elle s'impose en simple, puis en bosses parallèles, terminant ainsi l'année 2020 par une dixième victoire en douze manches de Coupe du monde, la vingtième victoire de sa carrière au total. À Deer Valley les 4 et 5 février, elle empoche sa quatrième victoire de la saison en autant de courses sur l'épreuve single, mais est éliminée dès les quarts de finale par l'Américaine Tess Johnson sur les bosses parallèle, sa première défaite de la saison. Malgré cette cinquième place, la Française est assurée de remporter le globe de cristal en ski de bosses pour la quatrième saison d'affilée, alors qu'il ne reste plus qu'une seule étape de Coupe du monde à Almaty. Celle-ci est finalement annulée à cause de mauvaise conditions météorologiques et Perrine est sacrée avec 175 points d'avance sur sa dauphine, la jeune Japonaise Anri Kawamura. À ce stade de sa carrière, elle a pris 70 départs en Coupe du monde pour totaliser 34 podiums et 21 victoires. En single, elle reste invaincue depuis le mois de mars 2019.
Pour sa quatrième participation à des championnats du monde, après l'argent en 2017 et le bronze en 2019 dans la compétition single, elle arrive donc à Almaty invaincue depuis le début de l'hiver dans cette spécialité. Le 8 mars, Perrine Laffont s'adjuge le seul titre qui manquait encore à son palmarès en gagnant l'épreuve du simple devant le tenante du titre Yuliya Galysheva. Elle est cependant éliminée en quarts de finale lors de l'épreuve en parallèle le lendemain, et ce alors qu'elle était double tenante du titre. Elle termine à la septième place, son pire classement de la saison.

### 2021-2022: déception aux jeux et harcèlement
Dans une saison où Perrine Laffont va tenter de conserver son titre olympique aux Jeux de Pékin 2022, elle obtient sa 22e victoire en Coupe du monde dans l'épreuve parallèle d'Idre Fjall en battant Rino Yanagimoto en finale. Mais le 17 décembre, devant son public de l'Alpe d'Huez, elle est victime d'un accident rare, en chutant sévèrement en finale après son premier saut, au milieu de la section bosses : elle rebondit sur le terrain, son casque frappe le sol, son dos également, et elle reste sonnée et allongée de longues minutes, avant de se remettre debout et de regagner l'aire d'arrivée. Elle reprend ensuite sa marche en avant : sur le terrain québécois du Mont Tremblant les 7 et 8 janvier, elle termine tout d'abord deuxième derrière Anri Kawamura, puis s'impose le lendemain. Une semaine plus tard, elle obtient la 24e victoire de sa carrière en l'emportant à Deer Valley, s'installant du coup en tête du classement de la Coupe du monde de la spécialité.
Aux Jeux olympiques de Pékin, elle doit se contenter de la 4e place. Cette contre-performance déclenche une vague de harcèlement, qu'elle dénonce dans un entretien à L'Équipe. Le 18 mars, elle obtient à 24 ans sa 25e victoire en Coupe du monde à Megève en single, et remporte par la même occasion le petit globe de cristal de ski de bosses, échouant à remporter le classement général de ski de bosses face à Jakara Anthony.

### 2022-2023: doublé historique aux Mondiaux et troisième gros globe de cristal
Lors des championnats du monde 2023 organisés à Bakuriani, Perrine Laffont réalise un doublé historique en décrochant deux médailles d'or en simple et en parallèle. Le 26 février, elle s'impose d'abord dans l'épreuve du simple en signant le score de 87,40 en Super finale, soit près de quatre points d'avance sur l'Américaine Jaelin Kauf. Le lendemain, dans l'épreuve du parallèle, elle gagne toutes ses courses sans trembler avant de dominer une nouvelle fois Kauf en finale (20-15). Avec 5 titres mondiaux au total, la Française devient la skieuse de bosses la plus titrée de l'histoire, même si elle n'est pas la première à réussir un tel doublé, la Norvégienne Kari Traa ayant déjà réalisé cette performance à deux reprises en 2001 et 2003.
Lors de la dernière étape de la saison à Almaty, le 17 mars, Perrine Laffont est sacrée avant même le départ de la course simple à la suite du forfait de ses deux dernières adversaires, Jakara Anthony et Anri Kawamura, lui permettant de décrocher le gros globe du général du ski de bosses, son premier depuis la séparation des épreuves de ski acrobatique et son troisième au total après ceux de 2019 et 2020. Elle remporte tout de même dans la foulée la finale puis la Super finale pour décrocher sa première victoire de l'hiver en individuel de coupe du monde, avant de conclure sa saison internationale le lendemain par une troisième victoire en parallèle, assortie du petit globe de la spécialité.

### 2023-2024: pause
Le 15 novembre 2023, il est annoncé que Perrine Laffont effectue une pause de « quelques mois » dans sa carrière, et que pour préparer les Championnats du monde de 2025 et les Jeux olympiques d'hiver de 2026, elle ne prendra pas part à la saison 2023-2024. Elle participe néanmoins à une manche de Coupe d'Europe le 9 mars 2024 à Megève, la commune où elle s'entraîne, et remporte cette épreuve.

### 2024-2025: Retour à la compétition avec succès
Elle retrouve les compétitions internationales avec une victoire lors de la 1ère manche de la saison à Ruka. Elle monte à nouveau sur le podium à Idre Fjäll puis Bakuriani.
Le 19 mars 2025, elle devient championne du monde de ski de bosse à Saint-Moritz, en Engadine.

## Palmarès

### Jeux olympiques
| Épreuve / Édition   | Bosses |
| JO 2014 Sotchi      | 14e    |
| JO 2018 Pyeongchang | Or     |
| JO 2022 Pékin       | 4e     |

### Championnats du monde
| Épreuve / Édition           | Bosses | Bosses parallèles |
| Mondiaux 2015 Kreischberg   | 13e    | 6e                |
| Mondiaux 2017 Sierra Nevada | Argent | Or                |
| Mondiaux 2019 Park City     | Bronze | Or                |
| Mondiaux 2021 Almaty        | Or     | 7e                |
| Mondiaux 2023 Bakuriani     | Or     | Or                |
| Engadin 2025 Engadine       | Or     | 5e                |

### Championnats du monde junior
| Épreuve / Édition                  | Bosses | Bosses parallèles |
| Mondiaux 2013 Chiesa in Valmalenco | 5e     | Bronze            |
| Mondiaux 2014 Chiesa in Valmalenco | Bronze | 4e                |
| Mondiaux 2015 Chiesa in Valmalenco | Or     | Or                |
| Mondiaux 2016 Åre                  | Or     | DNS               |

### Coupe du monde
- 3 gros globes de cristal :
  - Vainqueure du classement général de ski acrobatique en 2019 et en 2020.
  - Vainqueure du classement général de bosses en  2023.
- 6 petits globes de cristal :
  - Vainqueure du classement général de bosses en 2018, 2019, 2020 et 2021.
  - Vainqueure du classement de bosses en individuel en 2022.
  - Vainqueure du classement de bosses parralèles en 2023.
- 67 podiums dont 33 victoires, 25 deuxièmes places, 9 troisièmes places

#### Différents classements en coupe du monde
| Saison / Classement | Général | Général | Bosses | Bosses |
| ------------------- | ------- | ------- | ------ | ------ |
| Saison / Classement | Class.  | Points  | Class. | Points |
| 2013-14             | 88e     | 14      | 19e    | 154    |
| 2014-15             | 61e     | 16,89   | 16e    | 152    |
| 2015-16             | 11e     | 51,75   | 3e     | 414    |
| 2016-17             | 9e      | 59,55   | 2e     | 655    |
| 2017-18             | 4e      | 60,70   | 1re    | 607    |
| 2018-19             | 1re     | 86.67   | 1re    | 780    |
| 2019-20             | 1re     | 89.60   | 1re    | 896    |
| 2020-21             | ND      | ND      | 1re    | 445    |

A partir de la saison 2021-2022, les différentes épreuves de ski acrobatique ne sont plus réunies dans un même classement général. Désormais un classement général de bosses donne accès à un gros globe de cristal et deux nouveaux classements de bosses en individuel et de bosses parallèles donnent accès à un petit globe de cristal.
| Saison / Classement | Bosses | Bosses | Bosses en individuel | Bosses en individuel | Bosses parallèles | Bosses parallèles |
| ------------------- | ------ | ------ | -------------------- | -------------------- | ----------------- | ----------------- |
| Saison / Classement | Class. | Points | Class.               | Points               | Class.            | Points            |
| 2021-22             | 2e     | 906    | 1re                  | 610                  | 2e                | 296               |
| 2022-23             | 1re    | 950    | 2e                   | 430                  | 1re               | 520               |

#### Résultats détaillés en coupe du monde
| 2013-2014 |        |         |         |         |         |        |        |         |         |         |         |         |         | 8 / 11  | 154 | 19e |
| 2013-2014 | MO     | MO 20e  | MO 19e  | MO 21e  | MO 11e  | MO 17e | MO     | DM      | DM Ann. | MO 9e   | DM 12e  | DM 8e   |         | 8 / 11  | 154 | 19e |
| 2014-2015 |        |         |         |         |         |        |        |         |         |         |         |         |         | 9 / 9   | 152 | 16e |
| 2014-2015 | DM 12e | MO 18e  | MO 9e   | DM 16e  | MO 24e  | MO 19e | MO 10e | DM 15e  | DM 19e  |         |         |         |         | 9 / 9   | 152 | 16e |
| 2015-2016 |        |         |         |         |         |        |        |         |         |         |         |         |         | 8 / 8   | 414 | 3e  |
| 2015-2016 | DM 8e  | MO Ann. | MO Ann. | MO 4e   | MO 4e   | MO 9e  | DM 23e | MO 1er  | DM 8e   | DM 1er  |         |         |         | 8 / 8   | 414 | 3e  |
| 2016-2017 |        |         |         |         |         |        |        |         |         |         |         |         |         | 11 / 11 | 655 | 2e  |
| 2016-2017 | MO 2e  | MO 2e   | MO 7e   | MO 6e   | MO 4e   | DM 5e  | MO 4e  | MO 2e   | DM 17e  | MO 1er  | DM 2e   |         |         | 11 / 11 | 655 | 2e  |
| 2017-2018 |        |         |         |         |         |        |        |         |         |         |         |         |         | 10 / 10 | 607 | 1re |
| 2017-2018 | MO 6e  | MO 11e  | MO 5e   | MO 2e   | MO 1er  | MO 2e  | MO 18e | MO 1er  | DM 5e   | DM Ann. | DM 2e   |         |         | 10 / 10 | 607 | 1re |
| 2018-2019 |        |         |         |         |         |        |        |         |         |         |         |         |         | 9 / 9   | 780 | 1re |
| 2018-2019 | MO 1er | MO 3e   | DM 2e   | MO 2e   | MO 2e   | MO 1er | MO 1er | DM 1er  | MO 2e   | DM Ann. |         |         |         | 9 / 9   | 780 | 1re |
| 2019-2020 |        |         |         |         |         |        |        |         |         |         |         |         |         | 10 / 10 | 896 | 1re |
| 2019-2020 | MO 1er | MO 1er  | DM 1er  | MO 1er  | MO 1er  | MO 1er | DM 7e  | MO 1er  | DM Ann. | DM 3e   | DM 1er  | MO Ann. | DM Ann. | 10 / 10 | 896 | 1re |
| 2020-2021 |        |         |         |         |         |        |        |         |         |         |         |         |         | 5 / 5   | 445 | 1re |
| 2020-2021 | MO 1er | MO 1er  | DM 1er  | MO Ann. | DM Ann. | MO 1er | DM 5e  | MO Ann. | DM Ann. | MO Ann. | MO Ann. |         |         | 5 / 5   | 445 | 1re |
| 2021-2022 |        |         |         |         |         |        |        |         |         |         |         |         |         | 12 / 12 | 906 | 2e  |
| 2021-2022 | MO 4e  | MO 2e   | DM 1er  | MO 6e   | DM 15e  | MO 2e  | MO 1er | MO 1er  | MO 3e   | MO Ann. | DM 2e   | MO 1er  | DM 1er  | 12 / 12 | 906 | 2e  |
| 2022-2023 |        |         |         |         |         |        |        |         |         |         |         |         |         | 12 / 12 | 950 | 1re |
| 2022-2023 | MO 2e  | MO 3e   | DM 3e   | MO 2e   | DM 2e   | MO 4e  | DM 2e  | MO 3e   | DM 1er  | DM 1er  | DM 1er  | DM 1er  |         | 12 / 12 | 950 | 1re |

#### Podiums  en Coupe du monde
| Saison    | Date             | Lieu              | Discipline |
| --------- | ---------------- | ----------------- | ---------- |
| 2015-2016 | 27 février 2016  | Tazawako          | Bosses     |
| 2015-2016 | 5 mars 2016      | Moscou            | Parallèle  |
| 2016-2017 | 25 février 2017  | Thaiwoo           | Bosses     |
| 2017-2018 | 10 janvier 2018  | Deer Valley       | Bosses     |
| 2017-2018 | 3 mars 2018      | Tazawako          | Bosses     |
| 2018-2019 | 7 décembre 2018  | Ruka              | Bosses     |
| 2018-2019 | 26 janvier 2019  | / Mont-Tremblant  | Bosses     |
| 2018-2019 | 23 février 2019  | Tazawako          | Bosses     |
| 2018-2019 | 24 février 2019  | Tazawako          | Parallèle  |
| 2019-2020 | 7 décembre 2019  | Ruka              | Bosses     |
| 2019-2020 | 14 décembre 2019 | Thaiwoo           | Bosses     |
| 2019-2020 | 15 décembre 2019 | Thaiwoo           | Parallèle  |
| 2019-2020 | 25 janvier 2020  | / Mont-Tremblant  | Bosses     |
| 2019-2020 | 1er février 2020 | Calgary           | Bosses     |
| 2019-2020 | 6 février 2020   | Deer Valley       | Bosses     |
| 2019-2020 | 22 février 2020  | Tazawako          | Bosses     |
| 2019-2020 | 7 mars 2020      | Krasnoïarsk       | Parallèle  |
| 2020-2021 | 5 décembre 2020  | Ruka              | Bosses     |
| 2020-2021 | 12 décembre 2020 | Idre Fjäll        | Bosses     |
| 2020-2021 | 13 décembre 2020 | Idre Fjäll        | Parallèle  |
| 2020-2021 | 6 février 2021   | Deer Valley       | Bosses     |
| 2021-2022 | 12 décembre 2021 | Idre Fjäll        | Parallèle  |
| 2021-2022 | 8 janvier 2022   | / Mont-Tremblant  | Bosses     |
| 2021-2022 | 13 janvier 2022  | Deer Valley       | Bosses     |
| 2021-2022 | 18 mars 2022     | Megève            | Bosses     |
| 2021-2022 | 19 mars 2022     | Megève            | Parallèle  |
| 2022-2023 | 4 février 2023   | Deer Valley       | Parallèle  |
| 2022-2023 | 11 février 2023  | Valmalenco        | Parallèle  |
| 2022-2023 | 17 mars 2023     | Shymbulak         | Bosses     |
| 2022-2023 | 18 mars 2023     | Shymbulak         | Parallèle  |
| 2024-2025 | 30 novembre 2024 | Ruka              | Bosses     |
| 2024-2025 | 24 janvier 2025  | Waterville Valley | Bosses     |
| 2024-2025 | 25 janvier 2025  | Waterville Valley | Parallèle  |

| Saison    | Date             | Lieu             | Discipline |
| --------- | ---------------- | ---------------- | ---------- |
| 2016-2017 | 10 décembre 2016 | Ruka             | Bosses     |
| 2016-2017 | 13 janvier 2017  | Lake Placid      | Bosses     |
| 2016-2017 | 18 février 2017  | Tazawako         | Bosses     |
| 2016-2017 | 26 février 2017  | Thaiwoo          | Parallèle  |
| 2017-2018 | 6 janvier 2018   | Calgary          | Bosses     |
| 2017-2018 | 11 janvier 2018  | Deer Valley      | Bosses     |
| 2017-2018 | 18 mars 2018     | Megève           | Bosses     |
| 2018-2019 | 15 décembre 2018 | Thaiwoo          | Parallèle  |
| 2018-2019 | 12 janvier 2019  | Calgary          | Bosses     |
| 2018-2019 | 18 janvier 2019  | Lake Placid      | Bosses     |
| 2018-2019 | 2 mars 2019      | Shymbulak        | Bosses     |
| 2021-2022 | 11 décembre 2021 | Idre Fjäll       | Bosses     |
| 2021-2022 | 7 janvier 2022   | / Mont-Tremblant | Bosses     |
| 2021-2022 | 12 mars 2022     | Valmalenco       | Parallèle  |
| 2022-2023 | 2 décembre 2022  | Ruka             | Bosses     |
| 2022-2023 | 16 décembre 2022 | Alpe d'Huez      | Bosses     |
| 2022-2023 | 17 décembre 2022 | Alpe d'Huez      | Parallèle  |
| 2022-2023 | 28 janvier 2023  | / Val Saint-Côme | Parallèle  |
| 2024-2025 | 6 décembre 2024  | Idre Fjäll       | Bosses     |
| 2024-2025 | 20 décembre 2024 | Bakouriani       | Bosses     |
| 2024-2025 | 6 février 2025   | Deer Valley      | Bosses     |
| 2024-2025 | 8 février 2025   | Deer Valley      | Parallèle  |
| 2024-2025 | 21 février 2025  | Beidahu          | Bosses     |
| 2024-2025 | 22 février 2025  | Beidahu          | Parallèle  |
| 2024-2025 | 11 mars 2025     | Livigno          | Bosses     |

| Saison    | Date             | Lieu           | Discipline |
| --------- | ---------------- | -------------- | ---------- |
| 2018-2019 | 14 décembre 2018 | Thaiwoo        | Bosses     |
| 2019-2020 | 1er mars 2020    | Shymbulak      | Parallèle  |
| 2021-2022 | 14 janvier 2022  | Deer Valley    | Bosses     |
| 2022-2023 | 10 décembre 2022 | Idre Fjäll     | Bosses     |
| 2022-2023 | 11 décembre 2022 | Idre Fjäll     | Parallèle  |
| 2022-2023 | 3 février 2023   | Deer Valley    | Bosses     |
| 2024-2025 | 21 décembre 2024 | Bakouriani     | Parallèle  |
| 2024-2025 | 2 février 2025   | Val Saint-Côme | Parallèle  |
| 2024-2025 | 12 mars 2025     | Livigno        | Parallèle  |

### Coupe d'Europe
- 6 podiums dont 3 victoires.

### Championnats de France
- 9 fois championne de France de ski de bosses : de 2013 à 2019 et 2022 - 2023
- 6 fois championne de France de ski de bosses parallèles : de 2015 à 2019 et en 2022

Les championnats de France n'ont pas été organisés en 2020 et 2021, et seule l'épreuve simple a eu lieu en 2013, 2014 et 2023, Perrine Lafont est donc invaincue en championnat de France entre 2013 et 2023.
En 2024, elle ne participe qu'à l'épreuve simple mais chute en finale et se classe 5e, perdant ainsi sa nonuple couronne nationale. Sa non-participation à l'épreuve parallèle le lendemain laisse Camille Cabrol réunir les deux titres.

## Distinctions
Chevalier de la Légion d'honneur (2018)